# Sajlina Alta
Sajlina Alta ist eine Ortschaft im Departamento Chuquisaca im südamerikanischen Andenstaat Bolivien.

## Lage im Nahraum
Sajlina Alta liegt in der Provinz Sud Cinti und ist die drittgrößte Ortschaft im Cantón Culpina im Municipio Culpina. Der Ort liegt auf einer Höhe von 2968 m im Becken von Culpina, einem abflusslosen Becken mit dem Salzsee Salar de Culpina im südwestlichen Teil. Das Becken von Culpina wird im Osten und Süden durch die Täler des Río Pilaya begrenzt, im Westen durch den Río Tumusla im Längstal von Camargo.

## Geographie
Das Becken von Culpina liegt im semi-ariden Übergangsgebiet zwischen den semi-humiden Bergwäldern der östlichen Gebirgsketten Boliviens und dem ariden Altiplano.
Die jährlichen Niederschläge schwanken zwischen 350 und 550 mm und treten vor allem in den Monaten von November bis März auf; die Wintermonate Mai bis August sind weitgehend niederschlagsfrei (siehe Klimadiagramm Culpina). Die Monatsdurchschnittstemperaturen liegen in dem Becken zwischen knapp 20 °C im Dezember und 5 bis 8 °C im Juni/Juli.

## Wirtschaft
Der kleinparzellige Feldbau im Becken von Culpina nimmt den gesamten großen Schwemmfächer des Río Culpina ein, der aus der nordwestlichen Gebirgsumrandung kommend zum Salar de Culpina hin entwässert. Die genutzte Anbaufläche erstreckt sich über eine Fläche von etwa 5 km × 15 km.
Das Tal von Culpina produziert mehr als 80 Prozent der bolivianischen Zwiebelsorte Cebolla rosada.

## Verkehrsnetz
Sajlina Alta liegt in einer Entfernung von 411 Straßenkilometern südlich von Sucre, der Hauptstadt des Departamentos.
Von Sucre aus führt die asphaltierte Nationalstraße Ruta 5 in südwestlicher Richtung nach Potosí, der Hauptstadt des im Westen angrenzenden Departamentos. Von hier aus führt nach Süden die Ruta 1, die auf den ersten 37 Kilometer bis Cuchu Ingenio noch asphaltiert ist. Nach weiteren 146 Kilometern erreicht die Ruta 1 die Stadt Camargo. Noch einmal 19 Kilometer südlich von Camargo zweigt eine unbefestigte Landstraße in östlicher Richtung ab, überquert den Río Camblaya und überwindet auf den folgenden 47 Kilometern bis Culpina einen Höhenunterschied von 600 m. Die Straße erreicht Sajlina Alta sieben Kilometer vor Culpina.

## Bevölkerung
Die Einwohnerzahl der Ortschaft ist in den vergangenen beiden Jahrzehnten um knapp die Hälfte angestiegen:
| Jahr | Einwohner | Quelle       |
| ---- | --------- | ------------ |
| 1992 | 1015      | Volkszählung |
| 2001 | 1026      | Volkszählung |
| 2012 | 363       | Volkszählung |
| 2024 |           | Volkszählung |